# 東北方面後方支援隊
東北方面後方支援隊（とうほくほうめんこうほうしえんたい、JGSDF North Eastern Army Logistic Support Troop）は、陸上自衛隊仙台駐屯地（宮城県仙台市宮城野区）に駐屯する東北方面隊直轄の後方支援部隊である。

## 概要
隊長は1等陸佐（一）が充てられ、東北方面隊直轄部隊の後方支援業務を任務とするほか、災害派遣や民生協力、国際貢献活動も行っている。
2006年（平成18年）3月に東北方面隊の補給・整備機能を集約するため東北方面武器隊および東北方面輸送隊を統合、東北方面隊直轄の諸部隊からも一部が合流し新編された。

## 沿革
- 2006年（平成18年）3月27日：東北方面後方支援隊が仙台駐屯地において編成完結。
- 2008年（平成20年）6月：岩手・宮城内陸地震災害派遣出動。
- 2010年（平成22年）3月25日：東北方面特科隊新編に伴う新・改編。

1. 第302特科直接支援中隊（仙台駐屯地：第2特科群を支援）を廃止・増強改編し、第102特科直接支援隊（東北方面特科隊を支援）を仙台駐屯地に新編。
2. 第303特科直接支援中隊（八戸駐屯地）を第102特科直接支援隊隷下の直接支援中隊（第4地対艦ミサイル連隊を支援）に改編。

- 2017年（平成29年）3月27日：第301弾薬中隊を仙台駐屯地に新編。
- 2018年（平成30年）3月27日：部隊の新・改編。

1. 第102補給大隊を仙台駐屯地に新編[1]。
2. 第303高射特科直接支援中隊（八戸駐屯地：第5高射特科群を支援）を廃止・縮小改編し、第301高射直接支援隊（第101高射特科隊を支援）を八戸駐屯地に新編。
3. 東北方面輸送隊第105輸送業務隊（霞目駐屯地）が廃止され、陸上自衛隊中央輸送隊第2方面分遣隊に改組。

- 2019年（平成31年）3月26日：第102特科直接支援隊（仙台駐屯地）を第130特科大隊廃止のため縮小改編。
- 2020年（令和02年）3月26日：廃止された第6後方支援連隊第2整備大隊特科直接支援中隊（郡山駐屯地）および第9後方支援連隊第2整備大隊特科直接支援中隊（岩手駐屯地）を基幹に、第102特科直接支援隊隷下部隊として第305特科直接支援中隊（東北方面特科連隊を支援）を岩手駐屯地に新編し編合[2][3][4]。郡山派遣隊（東北方面特科連隊第1、第3特科大隊を支援）を郡山駐屯地に配置。
- 2024年（令和06年）3月21日：東北方面特科隊の廃止、第5高射特科群の再編に伴う改編。

1. 第102特科直接支援隊（仙台駐屯地：東北方面特科隊を支援）を廃止。
2. 第102特科直接支援隊直接支援中隊（八戸駐屯地）を廃止・改編し、第307特科直接支援中隊（第4地対艦ミサイル連隊を支援）を八戸駐屯地に新編。東北方面後方支援隊に編合。
3. 第305特科直接支援中隊（岩手駐屯地：東北方面特科連隊を支援）を直轄部隊として東北方面後方支援隊に編合。
4. 第301高射直接支援隊（八戸駐屯地：第101高射特科隊を支援）を廃止・改編し、第303高射直接支援中隊（第5高射特科群を支援）を八戸駐屯地に再編。

## 部隊編成
特記ないものは仙台駐屯地所在。
- 東北方面後方支援隊本部
- 東北方面後方支援隊本部付隊「東北方後支-本」
- 第108全般支援大隊
  - 第108全般支援大隊本部
  - 第108全般支援大隊本部付隊「108全支-本」
  - 補給中隊「108全支-補」
  - 整備中隊「108全支-整」
- 第102補給大隊（コア部隊）
  - 第102補給大隊本部
  - 第102補給大隊本部付隊「102補-本」
  - 第1補給中隊「102補-1」
  - 第2補給中隊「102補-2」
- 第301弾薬中隊「301弾」（コア部隊）
  - 第301弾薬中隊本部
  - 第1弾薬小隊
  - 第2弾薬小隊
- 第105施設直接支援大隊（船岡駐屯地）：第2施設団を支援
  - 第105施設直接支援大隊本部
  - 第105施設直接支援大隊本部付隊「105施直支-本」
  - 第1直接支援中隊「105施直支-1」（船岡駐屯地）：第10施設群を支援
    - 岩手派遣隊（岩手駐屯地）：第387施設中隊を支援

  - 第2直接支援中隊「105施直支-2」（福島駐屯地）：第11施設群を支援
    - 秋田派遣隊（秋田駐屯地）：第357施設中隊を支援

  - 整備隊「105施直支-整」：主に第2施設団本部や第104施設器材隊の整備支援

- 第301普通科直接支援中隊「301普直支」（多賀城駐屯地）：第38普通科連隊を支援
  - 第301普通科直接支援中隊本部
  - 整備小隊
- 第305特科直接支援中隊「305特直支」（岩手駐屯地）：東北方面特科連隊を支援
  - 郡山派遣隊：第1・第3特科大隊を支援
- 第307特科直接支援中隊「307特直支」（八戸駐屯地）：第4地対艦ミサイル連隊を支援
- 第303高射直接支援中隊「303高直支」（八戸駐屯地）：第5高射特科群を支援
- 第303通信直接支援隊「303通直支」（仙台駐屯地）：東北方面システム通信群を支援
  - 第303通信直接支援隊本部
  - 整備小隊
- 東北方面輸送隊（霞目駐屯地）
  - 東北方面輸送隊本部
  - 東北方面輸送隊本部付隊「東北方輸-本」
  - 第309輸送中隊「309輸」
  - 第302輸送隊「302輸」

## 主要幹部
| 官職名               | 階級    | 氏名     | 補職発令日     | 前職                       |
| -------------------- | ------- | -------- | -------------- | -------------------------- |
| 東北方面後方支援隊長 | 1等陸佐 | 尼子将之 | 2024年03月21日 | 統合幕僚監部総務部総務課長 |
| 副隊長               | 1等陸佐 | 筒渕紀之 | 2025年03月17日 | 東千歳駐屯地業務隊長       |

| 代 | 氏名       | 在職期間                        | 職種   | 出身校・期 | 前職                                      | 後職                         |
| -- | ---------- | ------------------------------- | ------ | ---------- | ----------------------------------------- | ---------------------------- |
| 01 | 野口哲郎   | 2006年03月27日 - 2007年08月01日 | 武器科 | 防大18期   | 東部方面総監部装備部長                    | 退職（陸将補昇任）           |
| 02 | 水野博之   | 2007年08月01日 - 2009年08月01日 | 通信科 | 防大20期   | 中部方面総監部調査部長                    | 退職（陸将補昇任）           |
| 03 | 長谷川儀蔵 | 2009年08月01日 - 2011年11月30日 | 航空科 | 防大25期   | 陸上自衛隊航空学校霞ヶ浦分校長            | 北部方面総監部装備部長       |
| 04 | 市川文一   | 2011年12月01日 - 2013年12月17日 | 武器科 | 防大27期   | 陸上幕僚監部装備部武器・化学課長          | 自衛隊愛知地方協力本部長     |
| 05 | 外屋寿郎   | 2013年12月18日 - 2015年12月17日 | 施設科 | 防大30期   | 陸上幕僚監部総括副監察官                  | 中部方面総監部総務部長       |
| 06 | 山本元英   | 2015年12月18日 - 2017年07月31日 | 需品科 | 防大32期   | 陸上幕僚監部装備計画部装備計画課 需品室長 | 陸上自衛隊北海道補給処副処長 |
| 07 | 福島由晃   | 2017年08月01日 - 2019年03月22日 | 武器科 | 防大33期   | 陸上自衛隊幹部学校主任教官                | 陸上自衛隊北海道補給処副処長 |
| 08 | 村上章     | 2019年03月23日 - 2022年07月31日 | 化学科 | 防大37期   | 陸上自衛隊教育訓練研究本部主任教官        | 北部方面総監部装備部長       |
| 09 | 山根茂樹   | 2022年08月01日 - 2024年03月20日 | 施設科 | 防大36期   | 陸上自衛隊関東補給処古河支処長            | 陸上自衛隊関西補給処副処長   |
| 10 | 尼子将之   | 2024年03月21日 -                | 施設科 | 防大38期   | 統合幕僚監部総務部総務課長                |                              |

## 主要装備
- 重レッカ
- 73式特大型セミトレーラ
- 野外支援車
- 1/2tトラック / 73式小型トラック
- 1 1/2tトラック / 73式中型トラック
- 3 1/2tトラック / 73式大型トラック
- 7tトラック / 74式特大型トラック
- 野外炊具
- 89式5.56mm小銃
- 9mm拳銃
- 12.7mm重機関銃
- 84mm無反動砲

## 廃止（改編）部隊
- 2010年（平成22年）3月25日廃止
  - 第302特科直接支援中隊「302特直支」（仙台駐屯地）：第2特科群を支援。第102特科直接支援隊に増強改編。
  - 第303特科直接支援中隊「303特直支」（八戸駐屯地）：第4地対艦ミサイル連隊を支援。第102特科直接支援隊直接支援中隊に改編。
- 2018年（平成30年）3月27日廃止
  - 東北方面輸送隊第105輸送業務隊：陸上自衛隊中央輸送隊第2方面分遣隊に改組。
- 2018年（平成30年）3月26日廃止
  - 第303高射直接支援中隊「303高直支」（八戸駐屯地）：第5高射特科群を支援。第301高射直接支援隊に縮小改編。
- 2024年（令和6年）3月20日廃止
  - 第102特科直接支援隊「102特直支」（仙台駐屯地）：東北方面特科隊を支援。
  - 第102特科直接支援隊直接支援中隊「102特直支-直支」：第4地対艦ミサイル連隊を支援。
  - 第301高射直接支援隊「301高直支」（八戸駐屯地）：第101高射特科隊を支援。第303高射直接支援中隊（再編）に増強改編。